# رون موريس
رون موريس (بالإنجليزية: Ron Morris)‏ هو لاعب كرة قدم أمريكية أمريكي، ولد في 4 نوفمبر 1964 في كوبر في الولايات المتحدة.

## وصلات خارجية
- رون موريس على موقع مرجع كرة القدم المحترفة.كوم (الإنجليزية)